# Seznam nizozemskih fizikov
Seznam nizozemskih fizikov.

## B
- Carlo Beenakker (1960 –)
- Janwillem van den Berg (1926 – 1985)
- Nicolaas Bloembergen (1920 – 2017)  1981 (nizoz.-amer.)
- Johannes Bosscha mlajši (1831 – 1911)
- Branko Bošnjaković (1939 –)
- Christoffel Jacob Bouwkamp (1915 – 2003)
- Antonius van den Broek (1870 – 1926)
- Lambertus Johannes Folkert Broer (1916 – 1991)
- Robijn Bruinsma (1953 –)
- Johannes Martinus Burgers (1895 – 1981)
- Wilhelm Gerard Burgers (1897 – 1988)

## C
- Hendrik Casimir (1909 – 2000)
- Pieter Hendrik van Cittert (Nizozemska, 1889 – 1959)
- Dirk Coster (1889 – 1950)

## D
- Peter Joseph William Debye (1884 – 1966)
- Robbert Dijkgraaf (1960 –)

## F
- Adriaan Daniël Fokker (1887 – 1972)

## G
- Andre Konstantin Geim (1958 –) (rusko-nizoz.-britanski) 2010
- Cornelius Jacobus (Cor) Gorter (1907 – 1980)
- Samuel Abraham Goudsmit (1902 – 1978)

## H
- Dirk ter Haar (1919 – 2002)
- Wander Johannes de Haas (1878 – 1960)
- Gerardus 't Hooft (1946 –)  1999
- (Friedrich Georg "Fritz" Houtermans 1903 - 1966) (nemško-avstrijski nizozenskega rodu)
- Christiaan Huygens (1629 – 1695)

## K
- Pieter Kok (1972 –)
- Hans Kramers (1894 – 1952)
- Arie Andries Kruithof (1909 – 1993)

## L
- Walter Hendrik Gustav Lewin (1936 –) (nizozemsko-ameriški astrofizik)
- Detlef Lohse (1963 –) (nemško-nizozemski)
- Hendrik Antoon Lorentz (1853 – 1928)  1902

## M
- Simon van der Meer (1925 – 2011)  1984 (s Carlom Rubbio)

## N
- Peter van Nieuwenhuizen (1938 –)

## O
- Heike Kamerlingh Onnes (1853 – 1926)  1913

## P
- Abraham Pais (1918 – 2000)
- Frans Michel Penning (1894 – 1953)

## R
- Hugo Rietveld (1932 – 2016)

## S
- Willem de Sitter (1872 – 1934)
- Jan Smit (1943 –)
- Willebrord Snell van Royen (1580 – 1626)
- Simon Stevin (1548 – 1620)

## T
- Hugo Tetrode (1895 – 1931)

## U
- George Eugene Uhlenbeck (1900 – 1988)

## V
- Johannes Diderik van der Waals (1837 – 1923)  1910
- Martinus Justinus Godefriedus Veltman (1931 – 2021)  1999
- Herman Verlinde (1962 –)
- John Hasbrouck Van Vleck (ameriški nobelovec nizozemskega porekla)

## W
- Bernard de Wit (1945 –)

## Z
- Pieter Zeeman (1865 – 1943)  1902
- Frits Zernike (1888 – 1966)  1953